# Cultura Greciei

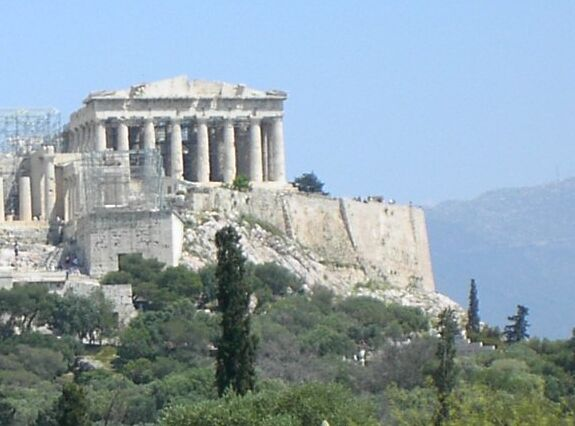
Grecia este adesea considerată ca fiind leagănul civilizației europene. Orașul Atena a fost centrul cultural al lumii Greciei Antice, iar Partenonul un simbol de durată al culturii Greciei și a civilizației europene.

Cultura Greciei a evoluat de-a lungul a mii de ani, având rădăcini puternice în civilizațiile sale precursoare din timpul Epocii Bronzului din Antichitate, i.e. civilizația heladică, civilizația cicladică, civilizația minoică respectiv civilizația miceniană, continuând cu așa-zisa civilizație a „Greciei clasice”, influențată și puternic influențând la rândul acesteia din punct de vedere cultural Imperiul Roman (e.g. arhitectural sau spiritual/mitologic), respectiv penetrând până în vremurile Renașterii prin Imperiul Bizantin, pentru ca să renască după perioada dominației Imperiului Otoman prin războiul purtat pentru cucerirea independenței de la începutul secolului al XIX-lea și crearea statului modern grec (i.e. Regatul Greciei) iar mai apoi statul grec contemporan (i.e. Grecia sau Republica Elenă). Cultura Greciei Antice a influențat semnificativ cultura occidentală în materie de politică (cel mai notabil prin democrație), filosofie sau artă. Totodată, cultura Greciei Antice continuă să influențeze civilizația europeană (și nu numai) până în ziua de astăzi.